# ان‌جی‌سی ۲۱۶
ان‌جی‌سی ۲۱۶ (انگلیسی: NGC 216) نام یک کهکشان عدسی در صورت فلکی نهنگ است.